# Herb Lubrańca
Herb Lubrańca – jeden z symboli miasta Lubraniec i gminy Lubraniec w postaci herbu.

## Wygląd i symbolika
Herb przedstawia na czerwonej tarczy herbowej drzewo (sosnę) z trzema zielonymi koronami i pięcioma brązowymi korzeniami. 
Herb nawiązuje do herbu szlacheckiego Godziemba, którym pieczętowała się rodzina Lubrańskich, dawnych właścicieli miasta.